# The Memory of Trees
The Memory of Trees er det fjerde studiealbum fra den irske musiker Enya. Det blev udgivet i 1995 og solgte mere end 8 millioner eksemplarer og vandt en Grammy Award for Best New Age Album.
Enya komponerede alle sangene på The Memory of Trees; alle teksterne er skrevet af Roma Ryan. Enya og Nicky Ryan samarbejdede om arrangementet. Albummet blev indspillet, produceret og mixet af Nicky Ryan i hans private pladestudie, Aigle Studios. Albummets mastering engineer var Arun Chakraverty, som tidligere remasterede The Celts (1992).
Albumcoveret stammer fra et oliemaleri The Young King of the Black Isles (1906) af Maxfield Parrish, hvis arbejde inspirerede Enyas musikvideoer , særligt "Caribbean Blue". Elizabeth Emanuel designede Enyas kjole til albummets photo shoot. Sooky Choi, albummets grafiske designer lavede også layout på The Celts.

## Spor
All lyrics written by Roma Ryan, all musik komponeret af Enya.
| Nr.           | Titel                                             | Længde |
| ------------- | ------------------------------------------------- | ------ |
| 1.            | "The Memory of Trees"                             | 4:18   |
| 2.            | "Anywhere Is"                                     | 3:58   |
| 3.            | "Pax Deorum"                                      | 4:58   |
| 4.            | "Athair Ar Neamh"                                 | 3:39   |
| 5.            | "From Where I Am"                                 | 2:20   |
| 6.            | "China Roses"                                     | 4:47   |
| 7.            | "Hope Has a Place"                                | 4:44   |
| 8.            | "Tea-House Moon"                                  | 2:41   |
| 9.            | "Once You Had Gold"                               | 3:16   |
| 10.           | "La Soñadora"                                     | 3:35   |
| 11.           | "On My Way Home"                                  | 5:08   |
| 12.           | "Oriel Window" (Bonus track on WEA Japan release) | 2:22   |
| Total længde: | Total længde:                                     | 43:24  |

Alle teksterne er på engelsk bortset fra "Pax Deorum" (Latin: "Gudernes Fred"), "Athair Ar Neamh" (irsk: "Himmelske fader") og "La Soñadora" (spansk: "Drømmeren"). "From Where I Am" og "Oriel Window" er klaversoloer; "Tea-House Moon" er et instrumentalnummer.
"The Memory of Trees" blev brugt til filmmusikken til den amerikanske tv-film Shot Through the Heart (1998); "Once You Had Gold" blev brugt til filmmusikken til den romantisk komediefilm Knocked Up (2007); og "Pax Deorum" blev brugt til den amerikanske dokumentar For the Bible Tells Me So (2007) og som et uudgivet nummer til BBC dokumentaren 'The Celts' fra 1986. Den 24. juli 2011, brugte Yamagata Broadcasting Company fra Japan "China Roses" i dets sign-off i anledning af den sidste analoge fjernsynsudsendelse. En instrumental version af "Athair ar Neamh" blev spillet, da Sofia Hellqvist gik ned af kirkegulvet ved sit bryllup til Prins Carl Philip af Sverige d. 13. juni 2015.

## Hitlister
| Hitliste                          | Placering |
| --------------------------------- | --------- |
| Australian ARIA Album Chart       | 1         |
| Austrian Albums Chart             | 3         |
| Belgian Albums Chart (Flanders)   | 3         |
| Belgian Albums Chart (Wallonia)   | 6         |
| Canadian RPM Albums Chart         | 4         |
| Dutch Albums Chart                | 1         |
| Finnish Albums Chart              | 11        |
| French SNEP Albums Chart          | 21        |
| German Media Control Albums Chart | 4         |
| Hungarian Albums Chart            | 16        |
| Italian Albums Chart              | 5         |
| Japanese Oricon Albums Chart      | 15        |
| New Zealand Albums Chart          | 3         |
| Norwegian Albums Chart            | 1         |
| Swedish Albums Chart              | 1         |
| Swiss Albums Chart                | 3         |
| UK Albums Chart                   | 5         |
| U.S. Billboard 200                | 9         |

| Hitliste (1995)                 | Placering |
| ------------------------------- | --------- |
| Australian Albums Chart         | 17        |
| Belgian Albums Chart (Flanders) | 25        |
| Dutch Albums Chart              | 60        |
| Hitliste (1996)                 | Placering |
| Australian Albums Chart         | 11        |
| Austrian Albums Chart           | 22        |
| Canadian Albums Chart           | 48        |
| Dutch Albums Chart              | 32        |
| Italian Albums Chart            | 15        |
| Japanese Albums Chart           | 53        |
| Swiss Albums Chart              | 28        |
| US Billboard 200                | 31        |